# زاري الكاذبة (أسلم)

تعديل مصدري - تعديل

زاري الكاذبة هي إحدى قرى عزلة أسلم اليمن بمديرية أسلم التابعة لمحافظة حجة، بلغ تعداد سكانها 169 نسمة حسب تعداد اليمن لعام 2004.